# Rémi Blanchard
Rémi Blanchard (Nantes, 27 september 1958 - Parijs, 11 mei 1993) was een Franse kunstschilder. Hij werd vanaf 1981 bekend als een van de leden van de kunstenaarsgroep Figuration Libre. Deze schildersgroep ontstond in 1981 en had als overige leden Robert Combas, François Boisrond en Hervé Di Rosa. Samen met deze collega's nam Blanchard in 1984 deel aan een door Frans Haks georganiseerde tentoonstelling in het Groninger Museum. Zijn werk werd in Nederland voor het eerst gepresenteerd in 1982 door galerie Riekje Swart in Amsterdam. 

## Biografie
Rémi Blanchard groeide op als negende in een gezin met elf kinderen. Zijn werk is duidelijk geïnspireerd door herinneringen aan zijn leven in een grote familie met uitstapjes, camping, kampvuur en woonwagens. Zijn vader was monteur en zijn moeder huisvrouw. Hij deed in de jaren 70 de middelbare school en schreef zich daarna in aan de kunstacademie in Quimper in Bretagne, waar hij kennis maakte met de kunsthistoricus Bernard Lamarche-Vadel en de medestudenten Catherine Viollet, Hervé Perdriolle, Yann Kersalé en Bruno Carbonnet. 
In het begin van de jaren 80 ging hij in Parijs wonen, eerst in het atelier van Lamarche-Vadel, vervolgens in het atelier van Bernard Frize en ten slotte in een eigen atelier gelegen in het havengebied van het Canal de l'Ourcq. Dit atelier brandde in 1990 tot de grond toe af, wat een grote tegenslag was omdat hij daardoor zijn hele archief en zijn vroegere werk verloor. 
Tussen 1982 en 1993 exposeerde hij regelmatig in San Francisco waar hij invloed onderging vanuit het werk van Jack Kerouac en hij reisde naar Japan. Zijn laatste vriendinnen en 'muzen' waren afkomstig uit dat land. Na terugkomst van een reis naar Japan overleed hij in 1993 in Parijs door een ongeluk. Na zijn overlijden werd er door zijn vrienden en bewonderaars een stichting opgericht om de herinnering aan de kunstenaar levend te houden.

## Stijl
Blanchard schildert enigszins anekdotische of verhalende schilderijen in een kleurrijke beeldtaal met veelal vlakke vormen en duidelijke contouren. Verschillende symbolen vullen het beeldvlak. Direct herkenbare tekens zoals: bloem, zon, dier (kat, hert, vis), mens (vrouw, man), auto, strand, zee, boot, café, slapende hoofden, een tv. De thematiek van de rustende vrouwen en de platheid van de vlakverdeling doen denken aan het werk van Henri Matisse. De met dikke zwarte contouren geschilderde figuratie doet soms ook denken aan het werk van Fernand Léger. Hij was een bewonderaar van het werk van Gustave Courbet, Henri Rousseau en Miró.

## Tentoonstellingen
De kunstenaars van de Figuration Libre exposeerden hun werk tussen 1982 en 1985 gezamenlijk met Amerikaanse collega's zoals Keith Haring, Jean-Michel Basquiat en Kenny Scharf in New York, Londen, Pittsburgh en Parijs.
Op persoonlijke titel
- 1981 	Galerie Yvon Lambert, Parijs
- 1982 	Galerie Swart, Amsterdam / Galerie Bernier, Athene
- 1983 	Galerie Buchmann, St-Gallen / Galerie Claudine Breguet, Parijs / Galerie Swart, Amsterdam / Galerie Eva Keppel, Düsseldorf
- 1985 	Bourse Villa de Médicis hors les murs, New York, / verblijf van acht maanden in PS1, New York / Galerie Eva Keppel, Düsseldorf / Wolf Schulz Gallery, San Francisco
- 1987 	Wolf Schulz Gallery, San Francisco / Galerie Krief, Parijs
- 1988 	SAGA, galerie Krief, Parijs / Institut français, Zagreb / FIAC, galerie Krief, Parijs
- 1989 	Galerie Galéa, Caen / Galerie Gastaud, Clermont-Ferrand / Musée d’Art moderne de Quimper / Galerie Krief, Parijs
- 1990 	Wolf Schulz Gallery, San Francisco / Galerie Beau Lézard sud, Sète / Galerie Svetlana, München
- 1991 	Galerie Gastaud, Clermont-Ferrand
- 1992 	Magasins SOGO, Kakolawa / Kawagoshi, Hiroshima / Galerie Krief, Parijs / Galerie Thierry Salvador, Parijs / Galerie Ferran Cano, Palma de Mallorca / Galerie Ornamenten, Antwerpen / L’Art au menu, Badoit FIAC, galerie Krief, Parijs / Art Shop Muhk’B, Antwerpen
- Reizende expositie: Osaka, Kyoto, Nagoya, Tokyo, Sapporo
- 1997 	Hommage à Rémi Blanchard, galerie Gastaud et Caillard, Parijs
- 1998 	Galerie Gastaud, Parijs
- 1999 	Galerie Krief, Parijs / L’Art en face, Plonéour-Lanvern
- 2004 	Musée des Beaux-Arts de Quimper / Musée de l'Abbaye Sainte-Croix Les Sables d'Olonne / Cercle d'Art contemporain / Maison Mathieu - Le Cailar

Groepstentoonstellingen
- 1981 	Finir en beauté, met Bernard Lamarche-Vadel Transit-Intransigeant galerie Trans/Form, Parijs
- 1982 	Four Contemporary French Artists, Holly Solomon Gallery, New York / Kunstmarkt, galerie Eva Keppel, Düsseldorf / Collections particulières de Lamarche-Vadel, musée de Poitiers / Statement One Holly Solomon Gallery, New York /"L’air du temps : Figuration libre en France, galerie d’art contemporain des Musées de Nice / Perspective 82, Kunstmesse / Galerie Bernier, Athene
- 1983 	Blanchard, Boisrond, Combas, Di Rosa Groninger Museum / ELAC, Lyon / Galerie Holtmann, Keulen / New French Painting, Oxford, Londen / Biennale de Tours / Ricochet, Bowie, Parijs / Map Art Present, Marseille / Bilder aus Frankreich, galerie Krinzingerl, Innsbruck
- 1984 	Paris – New York, galerie Robert Fraser, Londen / Bilder aus Frankreich, galerie Grita, Insam, Wenen, / Bilder aus Frankreich, galerie Nächst Sankt Stephan, Wenen / New attitudes Paris – New York, Pittsburgh Center for the Arts
- 1985 	5/5, Figuration libre France/USA, musée d'Art moderne de la ville de Paris
- 1986 	Sur les murs, Fondation Cartier, Jouy-en-Josas
- 1989 	Les années 80, Fondation Cartier, Jouy-en-Josas / FIAC, Grand Palais, galerie Krief, Parijs
- 1990 	FIAC, Grand Palais, galerie Krief, Parijs / Salon d’Art contemporain, Bourg-en-Bresse Monte-Carlo / Air Inter, Parijs
- 1991 	XXVe prix d’Art contemporain, Monte-Carlo / Air Inter, Parijs
- 1992 	De la Nouvelle Figuration à la Figuration libre, Museo de Bellas Artes de Bilbao / FIAC, Grand Palais, galerie Krief, Parijs
- 1993 	Art Asia, Hongkong, stand galerie Krief, Parijs
- 2000 	Il était une fois… la Figuration libre, Fondation d’entreprise Coffim, Parijs